# Pseudosetia
Pseudosetia là một chi ốc biển nhỏ, là động vật thân mềm chân bụng sống ở biển trong họ Rissoidae.

## Các loài
Các loài trong chi Pseudosetia gồm có:
- Pseudosetia amydralox Bouchet & Warén, 1993[2]
- Pseudosetia azorica Bouchet & Warén, 1993[3]
- Pseudosetia ficaratiensis (Brugnone, 1876)[4]
- Pseudosetia semipellucida (Friele, 1879)[5]
- Pseudosetia turgida (Jeffreys, 1870)[6]